# Abutilon
Abutilon Mill. è un genere di piante appartenente alla famiglia delle Malvacee, diffuso nelle regioni calde di entrambi gli emisferi.

## Descrizione
Pianta annuale con fusto alto da 30– 150 cm, le foglie possono essere lunghe fino a 15–20 cm.

## Distribuzione e habitat
In Italia la possiamo trovare in: Piemonte, Lombardia, Veneto, Friuli-Venezia Giulia, Liguria, Emilia-Romagna, Toscana, Lazio, Campania e Sicilia. 
Questa pianta è considerata infestante delle culture a ciclo primaverile ed estivo e deve la sua espansione all'enorme quantità di semi prodotti.
I suoi habitat sono i terreni umidi ed incolti, gli orti e i campi coltivati.

## Tassonomia
Il genere comprende le seguenti specie:
- Abutilon abutiloides (Jacq.) Garcke ex Hochr.
- Abutilon affine (Spreng.) G.Don
- Abutilon alii Abedin
- Abutilon amplum Benth.
- Abutilon andrewsianum W.Fitzg.
- Abutilon andrieuxii Hemsl.
- Abutilon anglosomaliae Cufod. ex Thulin
- Abutilon angulatum (Guill. & Perr.) Mast.
- Abutilon anodoides A.St.-Hil. & Naudin
- Abutilon appendiculatum K.Schum.
- Abutilon arenarium C.T.White
- Abutilon arequipense Ulbr.
- Abutilon auritum (Wall. ex Link) Sweet
- Abutilon australiense (Hochr. ex Britten) Nimbalkar, Nandikar & Sardesai
- Abutilon austroafricanum Hochr.
- Abutilon balansae Hassl.
- Abutilon bastardioides Baker f. ex Rose
- Abutilon benedictum Bunbury
- Abutilon berlandieri A.Gray
- Abutilon bidentatum (Hochst) A.Rich.
- Abutilon bivalve (Cav.) Dorr
- Abutilon bracteosum Fryxell
- Abutilon buchii Urb.
- Abutilon burandtii Fryxell
- Abutilon bussei Gürke ex Ulbr.
- Abutilon californicum Benth.
- Abutilon calliphyllum Domin
- Abutilon carinatum Krapov.
- Abutilon coahuilae Kearney
- Abutilon cryptopetalum (F.Muell.) Benth.
- Abutilon cuspidatum Pittier
- Abutilon densiflorum (Hook. & Arn.) Walp.
- Abutilon dinteri Ulbr.
- Abutilon dispermum (Hochr.) Fryxell
- Abutilon divaricatum Turcz.
- Abutilon dugesii S.Watson
- Abutilon durandoi Mattei
- Abutilon eggelingii Verdc.
- Abutilon eremitopetalum Caum
- Abutilon erythraeum Mattei
- Abutilon eufigarii Chiov.
- Abutilon exonemum F.Muell.
- Abutilon exstipulare (Cav.) G.Don
- Abutilon falcatum A.St.-Hil. & Naudin
- Abutilon flanaganii A.Meeuse
- Abutilon fraseri (Hook.) Walp.
- Abutilon fruticosum Guill. & Perr.
- Abutilon fugax Domin
- Abutilon fuscicalyx Ulbr.
- Abutilon galpinii A.Meeuse
- Abutilon gebauerianum Hand.-Mazz.
- Abutilon geranioides (DC.) Benth.
- Abutilon ghafoorianum Abedin
- Abutilon giganteum (Jacq.) Sweet
- Abutilon glabriflorum Hochr.
- Abutilon grandidentatum Fryxell
- Abutilon grandiflorum G.Don
- Abutilon grandifolium (Willd.) Sweet
- Abutilon grantii A.Meeuse
- Abutilon greveanum (Baill.) Hochr.
- Abutilon grewiifolium (Ulbr.) Krapov.
- Abutilon guineense (Schumach.) Baker f. & Exell
- Abutilon haenkeanum C.Presl
- Abutilon haitiense Urb.
- Abutilon halophilum F.Muell. ex Schltdl.
- Abutilon hannii Baker f.
- Abutilon herzogianum R.E.Fr.
- Abutilon hirtum (Lam.) Sweet
- Abutilon hulseanum (Torr. & A.Gray) Torr. ex Baker f.
- Abutilon hypoleucum A.Gray
- Abutilon ibarrense Kunth
- Abutilon inaequilaterum A.St.-Hil.
- Abutilon incanum (Link) Sweet
- Abutilon inclusum Urb.
- Abutilon indicum (L.) Sweet
- Abutilon insigne Planch.
- Abutilon itatiaiae R.E.Fr.
- Abutilon julianae Endl.
- Abutilon karachianum S.A.Husain & Baquar
- Abutilon lauraster Hochr.
- Abutilon leonardii Urb.
- Abutilon lepidum (F.Muell.) A.S.Mitch.
- Abutilon leucopetalum (F.Muell.) Benth.
- Abutilon lineatum (Vell.) K.Schum.
- Abutilon listeri Baker f.
- Abutilon lobulatum Domin
- Abutilon longicuspe Hochst. ex A.Rich.
- Abutilon longilobum F.Muell.
- Abutilon macrocarpum Guill. & Perr.
- Abutilon macropodum Guill. & Perr.
- Abutilon macrum F.Muell.
- Abutilon macvaughii Fryxell
- Abutilon malachroides A.St.-Hil. & Naudin
- Abutilon malacum S.Watson
- Abutilon malvifolium (Benth.) J.M.Black
- Abutilon mangarevicum Fosberg
- Abutilon mauritianum (Jacq.) Medik.
- Abutilon menziesii Seem.
- Abutilon micropetalum Benth.
- Abutilon minarum K.Schum.
- Abutilon mitchellii Benth.
- Abutilon mollicomum (Willd.) Sweet
- Abutilon mollissimum (Cav.) Sweet
- Abutilon mucronatum J.E.Fryxell
- Abutilon multiflorum R.E.Fr.
- Abutilon myrianthum (Planch. & Linden) Krapov.
- Abutilon neelgherrense Munro
- Abutilon nigricans G.L.Esteves & Krapov.
- Abutilon nobile Domin
- Abutilon orbiculatum (DC.) G.Don
- Abutilon otocarpum F.Muell.
- Abutilon oxycarpum (F.Muell.) F.Muell. ex Benth.
- Abutilon pakistanicum Jafri & Ali
- Abutilon palmeri A.Gray
- Abutilon paniculatum Hand.-Mazz.
- Abutilon pannosum (G.Forst.) Schltdl.
- Abutilon parishii S.Watson
- Abutilon parvulum A.Gray
- Abutilon pedatum Ewart
- Abutilon pedrae-brancae K.Schum.
- Abutilon pedunculare Kunth
- Abutilon percaudatum Hochr.
- Abutilon permolle (Willd.) Sweet
- Abutilon persicum (Burm.f.) Merr.
- Abutilon picardae Urb.
- Abutilon pilosicalyx Verdc.
- Abutilon pilosocinereum A.Meeuse
- Abutilon pinkavae Fryxell
- Abutilon pitcairnense Fosberg
- Abutilon piurense Ulbr.
- Abutilon pritchardii Exell & Hillc.
- Abutilon procerum Fryxell
- Abutilon pseudocleistogamum Hochr.
- Abutilon pubistamineum Ulbr.
- Abutilon pycnodon Hochr.
- Abutilon pyramidale Turcz.
- Abutilon ramiflorum A.St.-Hil.
- Abutilon ramosum (Cav.) Guill. & Perr.
- Abutilon ranadei Woodrow & Stapf
- Abutilon reflexum (Lam.) Sweet
- Abutilon rehmannii Baker f.
- Abutilon reventum S.Watson
- Abutilon roseum Hand.-Mazz.
- Abutilon rotundifolium Mattei
- Abutilon sachetianum Fosberg
- Abutilon sandwicense (O.Deg.) Christoph.
- Abutilon schaeferi Ulbr.
- Abutilon schinzii Ulbr.
- Abutilon sepalum S.A.Husain & Baquar
- Abutilon simulans Rose
- Abutilon sinaicum Mattei
- Abutilon sinense Oliv.
- Abutilon somalense Mattei
- Abutilon sonneratianum (Cav.) Sweet
- Abutilon sphaerostaminum Hochr.
- Abutilon stenopetalum Garcke
- Abutilon straminicarpum Fryxell
- Abutilon subprostratum Verdc.
- Abutilon substellatum Phuph. & Poopath
- Abutilon subumbellatum Philcox
- Abutilon subviscosum Benth.
- Abutilon tehuantepecense Fryxell
- Abutilon terminale (Cav.) A.St.-Hil.
- Abutilon theophrasti Medik.
- Abutilon thyrsodendron Griseb.
- Abutilon trisulcatum (Jacq.) Urb.
- Abutilon tubulosum (A.Cunn. ex Hook.) Walp.
- Abutilon turumiquirense Steyerm.
- Abutilon umbelliflorum A.St.-Hil.
- Abutilon venosum Lem.
- Abutilon virginianum Krapov.
- Abutilon viscosum (L.) Dorr
- Abutilon whistleri Fosberg
- Abutilon wituense Baker f.
- Abutilon wrightii A.Gray
- Abutilon xanti A.Gray

## Usi
Alcune specie spontanee nei paesi caldi e in particolare in Asia hanno anche un interesse agrario quali piante fornitrici di fibre tessili. Infatti con il nome di fibre di Abutilon sono noti alcuni prodotti simili alla juta ottenuti per macerazione della corteccia.
La specie Abutilon theophrasti ha proprietà emollienti, antinfiammatorie, diuretiche ed antisettiche. Le radici, le foglie ed il fusto vengono usate per l'alto contenuto di mucillagine, per lenire le mucose del sistema respiratorio ed urinario, produce effetti calmanti anche su ferite ed ulcere. I semi hanno potere lassativo.